# Emergency (charitativní organizace)
Emergency je italská nezávislá a neutrální[zdroj⁠?!] dobročinná organizace, založená 15. května 1994. Zakládajícími členy byl válečný chirurg Gino Strada, jeho manželka Teresa Sartiová, Carlo Garbagnati a Giulio Cristoffanini.
Emergency zajišťuje bezplatnou chirurgickou a lékařskou asistenci obětem války, nášlapných miná a chudoby. Propaguje „kulturu míru“, solidaritu a respektování lidských práv. Od svého založení poskytla lékařskou péči 7 milionům lidí v 17 různých zemích.
Od roku 2009 stojí v čele Emergency Cecilia Stradová.
V roce 2015 Emergency a její zakladatel Gino Strada byli vyznamenáni oceněním The Right Livelihood Award..
Emergency založila ANME (African Network of Medical Excellence - Africká síť lékařské excelence) s cílem vytvořit Lékařské centrum excelence, a tím posílit zdravotní systémy na národní a mezinárodní úrovni..
Emergency navrhuje, staví a spravuje nemocnice pro oběti války a chirurgicky naléhavé případy, jako je Centrum pro kardiochirurgii (Salam Centrum), rehabilitační a sociální reintegrační centra, místa první pomoci pro neodkladné ošetření (FAP - First Aid Post), základní zdravotní střediska pro primární zdravotní péči, pediatrická a porodnická centra, mobilní ordinace. Důkladně vzdělává místní zaměstnance za účelem pozdějšího předání zdravotnického zařízení místním zdravotním úřadům, jakmile je dosažena jejich vlastní udržitelnost.
V současné době Emergency pracuje v těchto zemích:
Afghánistán, Středoafrická republika, Irák, Itálie, Libye, Sierra Leone a Súdán.
Je to možné díky každodenní práci přes 250 mezinárodních zaměstnanců, kteří s Emergency spolupracují, a s podporou přes 2000 místních zdravotnických a dalších zaměstnanců.